# 薩哈羅韋 (普季夫利區)
51°18′53″N 33°55′46″E / 51.31472°N 33.92944°E
薩哈羅韋（烏克蘭語：Сахарове）是位於烏克蘭東北部的村莊，由蘇梅州科諾托普區的新斯洛博達市鎮負責管轄。該村處於謝伊姆河右岸，距離米納科韋和克尼亞濟夫卡1公里，海拔高度195米，2001年人口42。